# X∞Multiplies
×∞Multiplies es un miniálbum y el tercer álbum de estudio del grupo japonés de música electrónica Yellow Magic Orchestra lanzado en 1980. Este contiene una mezcla de temas cantados y de temas instrumentales (incluyendo una versión humorística de la canción del grupo estadounidense Archie Bell and the Drells'  "Tighten Up"), combinados con sketches cómicos. Estos sketches fueron interpretados por Snakeman Show en dos idiomas: en japonés y en Inglés, con la participación del grupo en algunos de ellos.

## Recepción
Desde su lanzamiento, la versión estadounidense fue criticada por la revista musical Stereo Review, el cual fue calificado como "magnífico" y la interpretación del álbum es una especie de "diversión en Techno-pop." La revista mencionó que "es un momento adecuado" para la "combinación altamente tecnológica de ritmos dance, Heavy metal y pop", mientras observa que "Rydeen" en particular "pasa corriendo a un ritmo rápido, marcando una melodía alegre contra una textura continua de Drum and bass", solo que "las canciones con un toque rock" no fueron tan bien recibidas; la revista afirmó que "los trucos electrónicos de YMO" y "la sensibilidad del rock simplemente no parecen mezclarse". Allmusic hizo una crítica a la edición japonesa, describiendo al álbum como un "proyecto bizarro" y le dio un promedio de 2.5 estrellas sobre 5.

## Producción
×∞Multiplies fue lanzado en diversos formatos en todo el mundo. La versión original de Japón salió en formato de vinil de 10". En la versión estadounidense se realizó una combinación con algunos temas sacados de la versión japonesa y con algunos temas de su producción anterior Solid State Survivor, ya que en dicho país este álbum no había sido lanzado, mientras que los sketches fueron eliminados. La edición británica de este álbum contenía algunos temas de su primer álbum Yellow Magic Orchestra. Todas las reediciones de 2003 en adelante volvieron a la lista de canciones de la versión original japonesa (la versión con la lista de canciones estadounidense se había reeditado varias veces a lo largo de los años hasta 1999, cuando las ediciones japonesas y estadounidenses se remasterizaron bajo la supervisión de Haruomi Hosono y cada una recibió un nuevo set de notas: el japonés de Fantastic Plastic Machine y del estadounidense Derrick May).
Las canciones tienen ligeras diferencias entre ambas versiones: En la edición original del tema "Nice Age" concluye con un cierre abrupto y algunos otros temas se enlazan con los sketches de Snakeman Show; en la edición estadounidense las canciones son completamente continuos (con inicios y finales limpios) y la canción que da inicio al álbum "Jingle 'YMO'" esta fusionada con la canción "Nice Age".
| Región         | Fecha                   | Sello        | Formato                               | Catálogo  |
| -------------- | ----------------------- | ------------ | ------------------------------------- | --------- |
| Japón          | 5 de junio de 1980      | Alfa Records | LP de 10"                             | YMO-1     |
| Estados Unidos | 29 de julio de 1980     | A&M Records  | LP                                    | SP4813    |
| Japón          | 5 de septiembre de 1980 | Alfa         | LP (como la versión anterior de EE.UU | ALR-28004 |

## Lista de Canciones

### Edición Japonesa
| Lado uno |                                                    |               |                                      |          |  |
| N.º      | Título                                             | Letras        | Música                               | Duración |  |
| 1.       | «Jingle “Y.M.O.”»                                  |               | Yellow Magic Orchestra               | 0:21     |  |
| 2.       | «Nice Age»                                         | Chris Mosdell | Yukihiro Takahashi, Ryuichi Sakamoto | 4:37     |  |
| 3.       | «Snakeman Show: KDD»                               |               |                                      | 1:56     |  |
| 4.       | «Tighten Up (Japanese Gentlemen Stand Up Please!)» | Billy Butler  | Archie Bell                          | 3:31     |  |
| 5.       | «Snakeman Show: Mister Ōhira»                      |               |                                      | 2:05     |  |
| 6.       | «Here We Go Again ~ Tighten Up»                    | Billy Butler  | Archie Bell                          | 1:07     |  |

| Lado uno |                                                                    |               |                      |          |  |
| N.º      | Título                                                             | Letras        | Música               | Duración |  |
| 1.       | «Snakeman Show: (ここは警察じゃないよ Koko wa Keisatsu Janai yo?)» |               |                      | 1:26     |  |
| 2.       | «Citizens of Science»                                              | Chris Mosdell | Ryuichi Sakamoto     | 4:37     |  |
| 3.       | «Snakeman Show: Manpei Hayashiya (林家万平?)»                      |               |                      | 1:56     |  |
| 4.       | «Multiplies»                                                       |               | Elmer Bernstein, YMO | 2:58     |  |
| 5.       | «Snakeman Show: (若い山彦 Wakai Yamabiko?)»                        |               |                      | 3:34     |  |
| 6.       | «The End of Asia»                                                  |               | Ryuichi Sakamoto     | 1:32     |  |

### Edición Estadounidense
| Lado uno |                   |                  |                                     |          |  |
| N.º      | Título            | Letras           | Música                              | Duración |  |
| 1.       | «Nice Age»        | Chris Mosdell    | Yukihiro Takahashi, Ryuchi Sakamoto | 3:55     |  |
| 2.       | «Behind the Mask» | Chris Mosdell    | Ryuichi Sakamoto                    | 3:36     |  |
| 3.       | «Rydeen»          |                  | Yukihiro Takashi                    | 4:26     |  |
| 4.       | «Day Tripper»     | Lennon-McCartney | Lennon-McCartney                    | 2:40     |  |

| Lado uno |                        |               |                      |          |  |
| N.º      | Título                 | Letras        | Música               | Duración |  |
| 1.       | «Technopolis»          |               | Ryuichi Sakamoto     | 4:14     |  |
| 2.       | «Multiplies»           |               | Elmer Bernstein, YMO | 2:58     |  |
| 3.       | «Citizens of Science»  | Chris Mosdell | Ryuchi Sakamoto      | 4:29     |  |
| 4.       | «Solid State Survivor» | Chris Mosdell | Yukihiro Takahashi   | 1:32     |  |

### Edición Británica
| Lado uno |                                          |               |                 |          |  |
| N.º      | Título                                   | Letras        | Música          | Duración |  |
| 1.       | «Technopolis»                            |               | Ryuchi Sakamoto | 4:14     |  |
| 2.       | «Absolute Ego Dance»                     |               | Haruomi Hosono  | 4:37     |  |
| 3.       | «Behind the Mask»                        | Chris Mosdell | Ryuchi Sakamoto | 3:36     |  |
| 4.       | «Computer Game (Theme from The Circus)»  |               | YMO             | 1:48     |  |
| 5.       | «Firecracker»                            |               | Martin Denny    | 4:50     |  |
| 6.       | «Computer Game (Theme from The Inavder)» |               | YMO             | 0:43     |  |

| Lado dos |                                                    |               |                       |          |  |
| N.º      | Título                                             | Letras        | Música                | Duración |  |
| 1.       | «Snakeman Show»                                    |               |                       | 0:21     |  |
| 2.       | «Nice Age»                                         | Chris Mosdell | Ryuichi Sakamoto      | 3:46     |  |
| 3.       | «Multiplies»                                       |               | Elmer Bernestein, YMO | 2:58     |  |
| 4.       | «Snakeman Show»                                    |               |                       | 2:05     |  |
| 5.       | «Citizens of Science»                              | Chris Mosdell | Ryuchi Sakamoto       | 3:34     |  |
| 6.       | «Tighten Up (Japanese Gentlemen Stand Up Please!)» | Billy Butler  | Archie Bell           | 3:06     |  |

## Personal
- Yellow Magic Orchestra – arreglos, instrumentación electrónica, dirección, ingenieros de mezclas.
  - Haruomi Hosono – Bajo eléctrico, Sintetizadores, Teclados, productor
  - Ryuichi Sakamoto – sintetizadores
  - Yukihiro Takahashi – voz, Batería, percusión electrónica, percusiones, diseño de vestuario (maniquíes).

Snakeman Show – integrantes
- Moichi Kuwahara – voz en "Jingle “Y.M.O.”", supervisor de guiones
- Katsuya Kobayashi – voz en "Tighten Up" & "Here We Go Again"
- Masato Ibu – voz en "Tighten Up" & "The End of Asia"

Invitados musicales
- Hideki Matsutake – Manejo del microprocesador Roland MC-8, programación
- Chris Mosdell – letras, voz en "Citizens of Science"
- Kenji Ōmura – Guitarra eléctrica
- Sandii – voz en "Nice Age"
- Mika Fukui – voz en "Nice Age"
- The Studio Doo Wap – supervisión de guiones

Staff
- Shōrō Kawazoe – productor ejecutivo
- Mitsuo Koike – ingeniero de grabación y de mezclas
- Norio Yoshizawa, Atsushi Saito, Yasuhiko Terada & Michitaka Tanaka – ingenieros de audio.
- Takahisa Kamijyo – director artístico
- Kiichi Ichida (Cinq Art) – creador de los maniquíes de la portada del álbum
- Masayoshi Sukita – fotógrafo

'Staff adicional de la edición británica y la edición estadounidense
- Ryuichi Sakamoto – vocoder, voz, piano, piano eléctrico, percusión, musicalización
- Makoto Ayukawa – guitarra eléctrica en "Day Tripper" y "Solid State Survivor"
- Sandii – voz en "Absolute Ego Dance"
- Kunihiko Murai y Kawazoe – productores ejecutivos
- Yoshizawa – ingeniero de grabación y remezcla
- Saito & Koike – ingenieros de grabación
- Al Schmitt – ingeniero de mezclas
- Mike Reese – ingeneiro de masterización
- Shunsuke Miyasumi, Masako Hikasa & Akira Ikuta – coordinadores de grabación
- Tommy LiPuma – supervisor

## Charts
| Año  | Lanzamiento | Chart                 | Posición más alta | Semanas | Ventas Totales |
| ---- | ----------- | --------------------- | ----------------- | ------- | -------------- |
| 1980 | 10" LP      | Japan Oricon LP Chart | 1                 | 24      | 331,000        |
| 1980 | Casete      | Japan Oricon CT Chart | 3                 | 30      | 81,000         |
| 1980 | 12" LP      | Japan Oricon LP Chart | 7                 | 34      | 18,600         |
| 1980 | LP          | U.S. Billboard 200    | 177               |         |                |

×∞Multiplies fue el octavo mejor álbum de 1980 en Japón – el mejor álbum fue Solid State Survivor incluso generó más ventas el siguiente año.